# Capcana (Star Trek: Generația următoare)
„Capcana” (Booby Trap) este cel de-al șaselea episod al celui de-al treilea sezon al serialului științifico-fantastic „Star Trek: Generația următoare”, cel de-al 54-lea episod în total.

## Vezi și
- 1989 în științifico-fantastic